# Ludwigstrasse
De Ludwigstraße is een van de hoofdstraten van München en loopt 1 km rechtdoor van de Feldherrnhalle op de Odeonsplatz naar de Siegestor in noordoostelijke richting, evenwijdig aan de Isar. Het verlengde heet de Leopoldstraße.
In 1808 werd de noordelijke uitbreiding Maxvorstadt gepland.
Friedrich Ludwig von Sckell stelde in 1811 een laan met vier rijstroken voor.
Kroonprins Lodewijk I van Beieren gaf in 1816 opdracht aan zijn architect Leo von Klenze om het geheel uit te tekenen. In 1827 nam Friedrich von Gärtner het werk over.
De Ludwigstraße is de eerste straat, waar Lodewijk I zijn Rundbogenstil liet toepassen.
Lodewijk I moest dreigen om zijn hoofdstad naar Ingolstadt te verhuizen om zijn plannen door te drukken.
In de Tweede Wereldoorlog raakte de Ludwigstraße in 1944 en 1945 door bombardementen, artilleriebeschieting en gevechten zwaar beschadigd.
Parades en grote gebeurtenissen zoals de begrafenis van Franz Josef Strauß in 1988, de triomftocht van de Beierse troepen die terugkeerden van de Duits-Franse Oorlog in 1871 en ook de optocht op de eerste zondag van de Oktoberfeesten passeren door de Ludwigstraße.

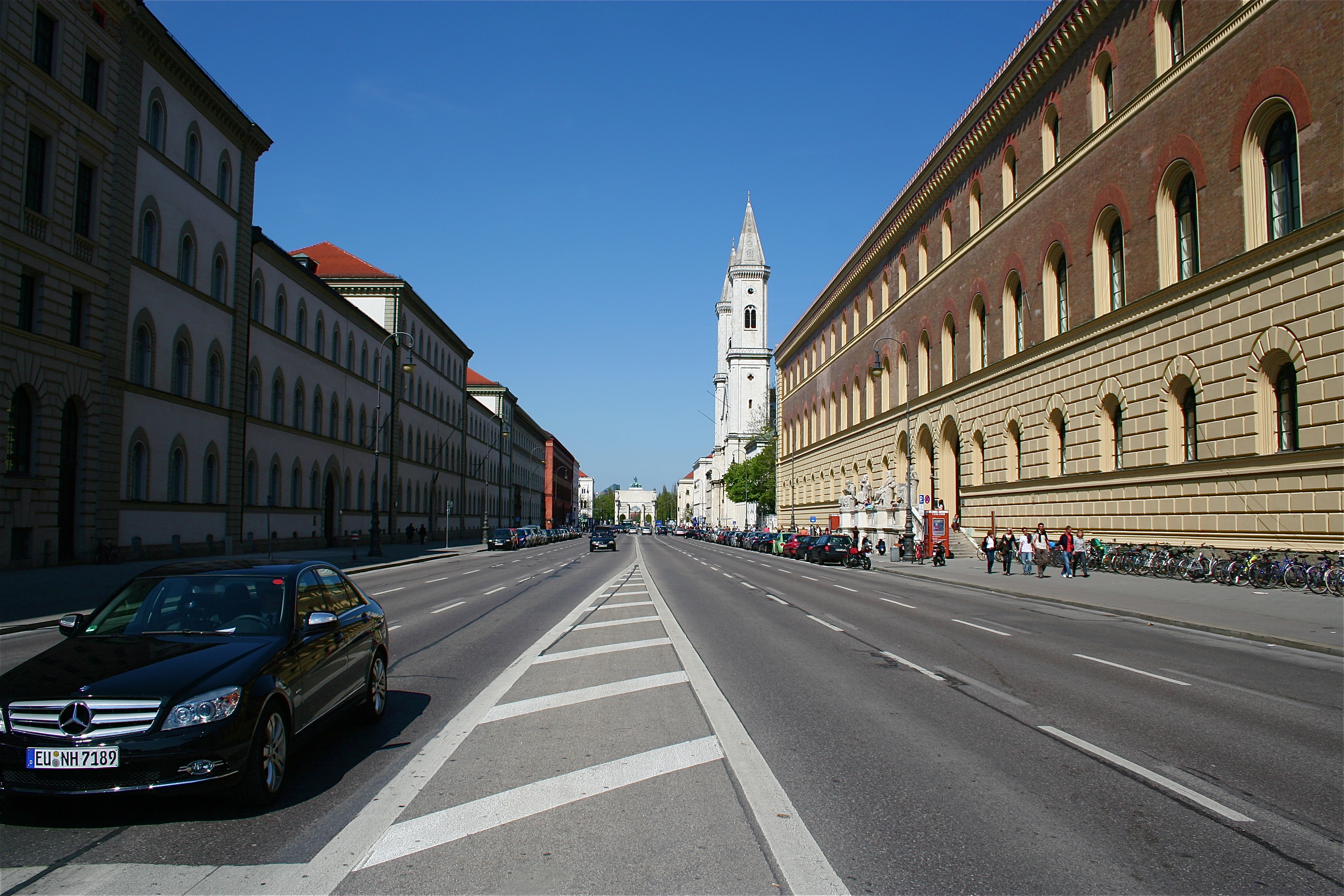
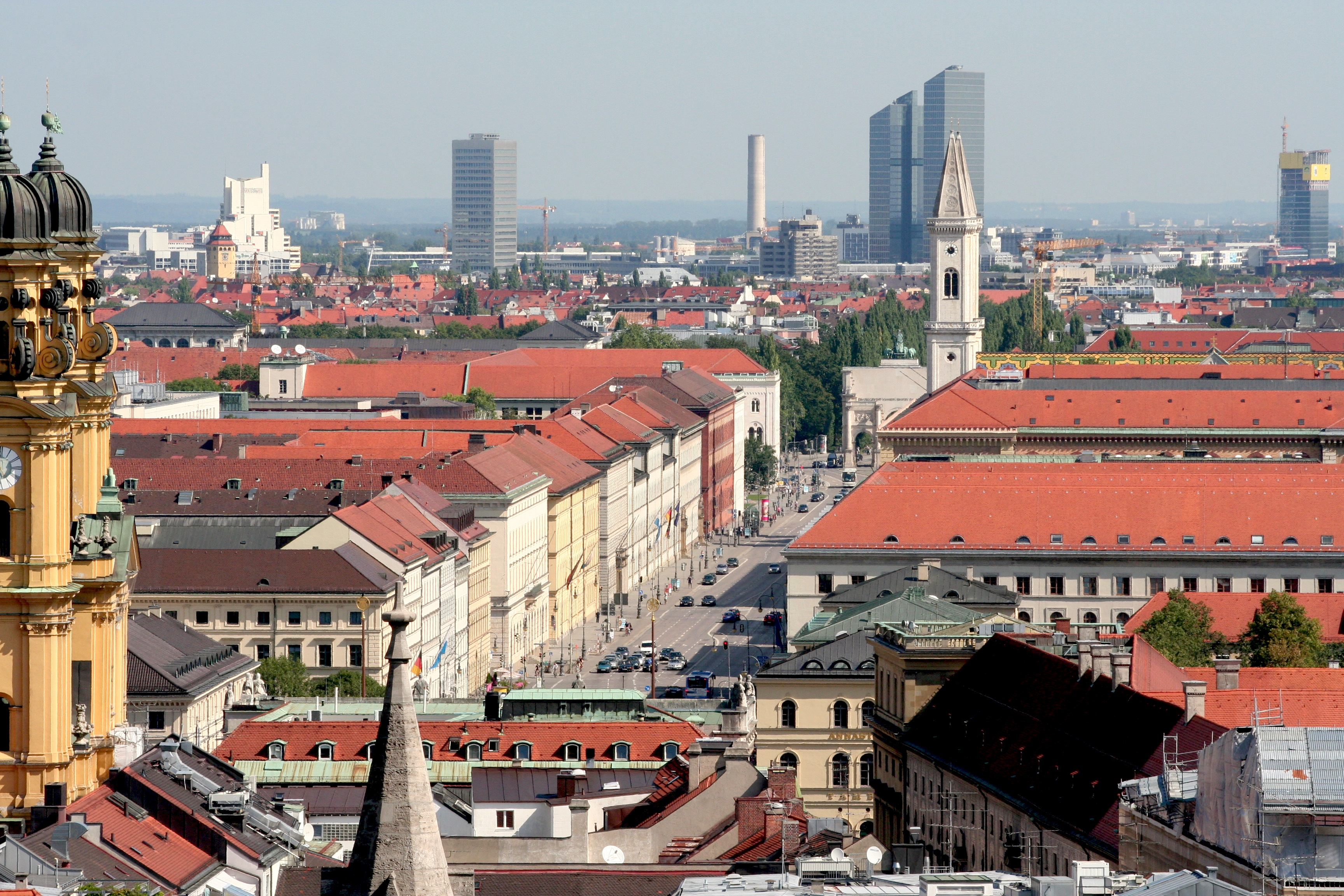
Zicht van boven
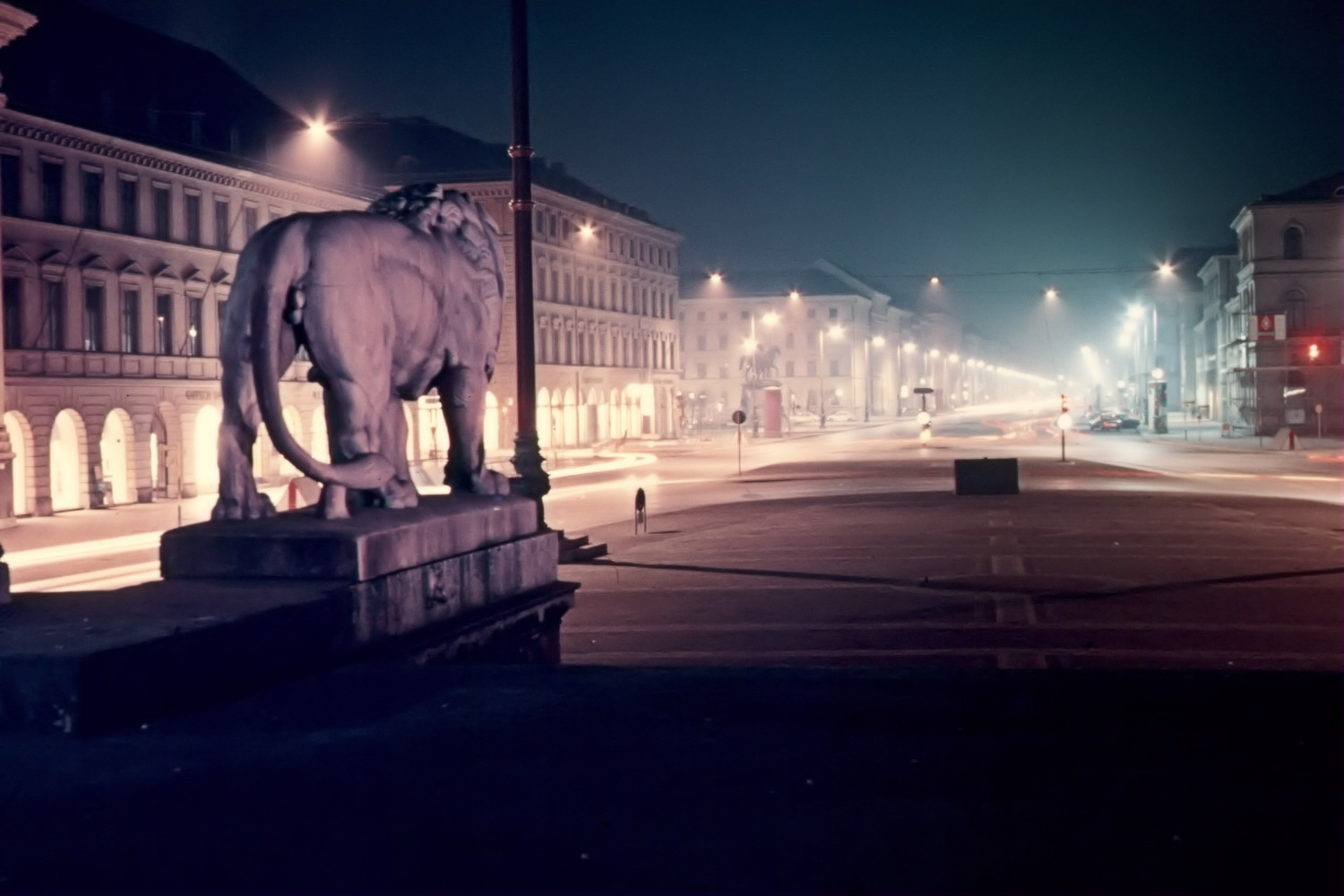
Gezien vanuit de Feldherrnhalle op de Odeonsplatz
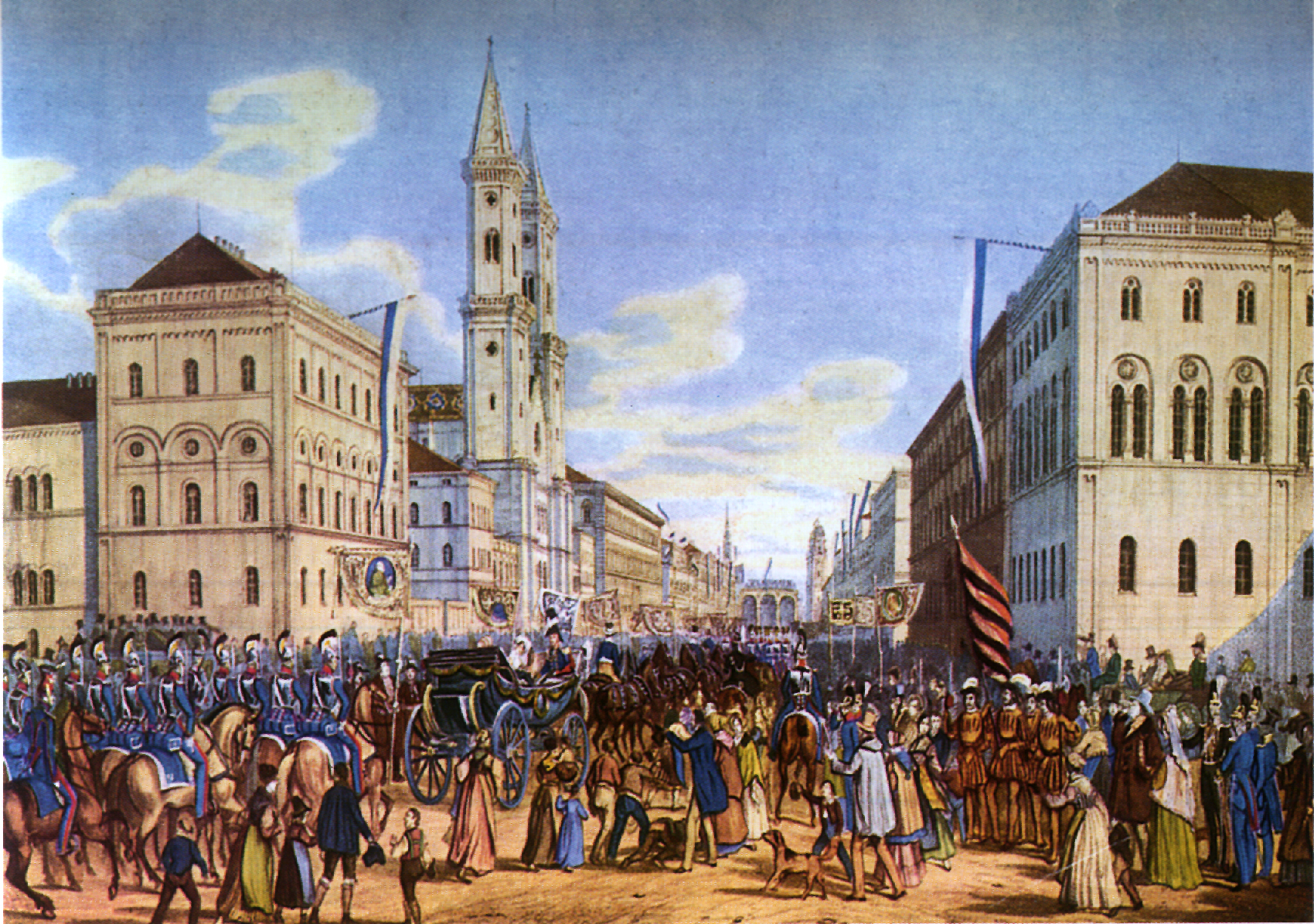
De intocht van prinses Marie van Pruisen in 1842
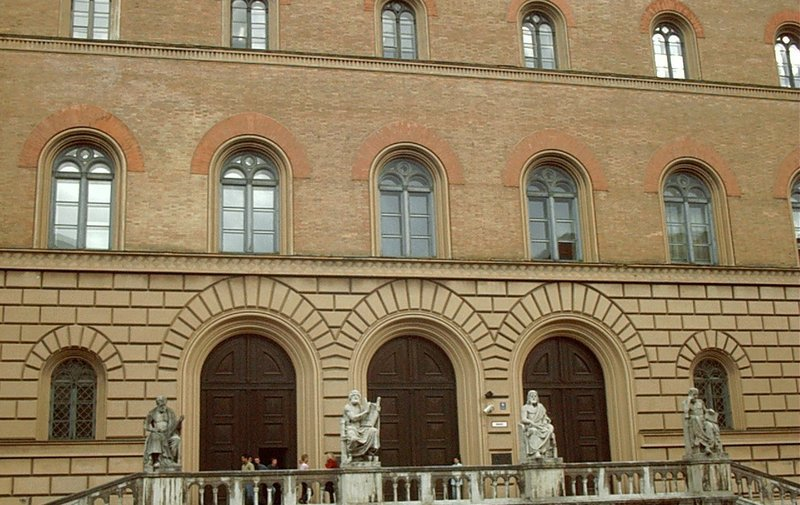
Bayerische Staatsbibliothek
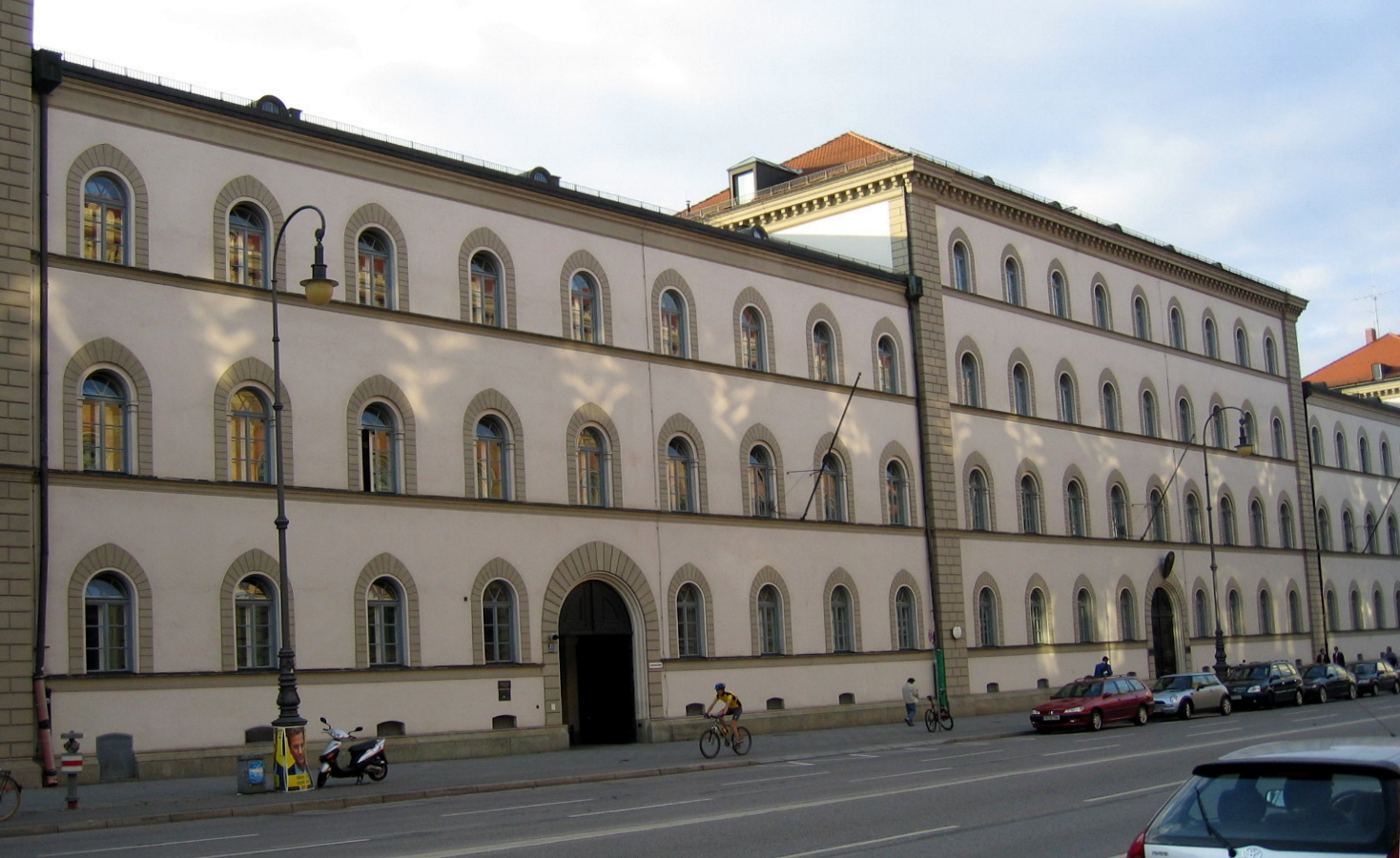
Bayerischer Verwaltungsgerichtshof
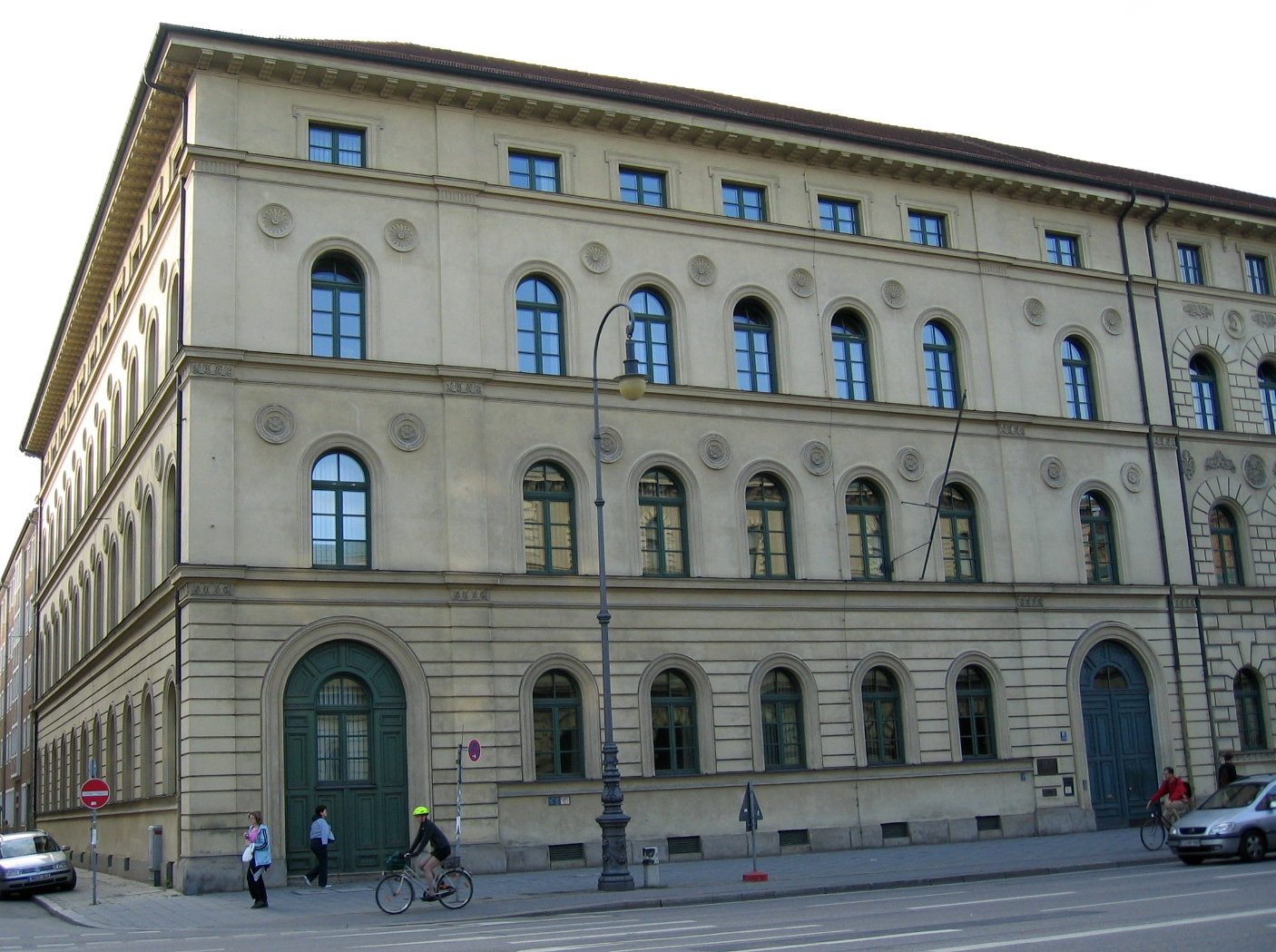
Bayerisches Landessozialgericht